# Lange Nacht der Museen in Berlin
Die Lange Nacht der Museen ist eine Veranstaltung, bei der Museen mit besonderem Programm bis weit in die Nacht öffnen und mit Shuttle-Bussen verbunden werden. Erstmals im Februar 1997 besuchten 6000 Besucher die teilnehmenden 18 Museen in Berlin. 2010 war laut Forsa-Studie die Lange Nacht fast jedem Berliner (93 %) ein Begriff. Bis 2012 fand die Lange Nacht zweimal im Jahr statt.
Nach diesem Vorbild entwickelten Berliner Museen eigene Formate wie die Botanische Nacht.
Weltweit veranstalten inzwischen etwa 120 Städte Museumsnächte (Stand August 2017), darunter Amsterdam, Buenos Aires und Paris. Auch andere gesellschaftliche Bereiche adaptierten das Format wie die Lange Nacht der Wissenschaften in Berlin die Lange Nacht der Religionen oder der Lange Tag der Stadtnatur.
2017 feierten die Museen gemeinsam mit über 32.000 Besuchern das Jubiläum „20 Jahre Lange Nacht“. Am 25. August 2018 luden erneut 80 Museen zu ca. 800 Veranstaltungen. Die Lange Nacht der Museen ist eine Gemeinschaftsveranstaltung der Berliner Museen mit der landeseigenen Gesellschaft Kulturprojekte Berlin.